# Villa chionalis
Villa chionalis är en tvåvingeart som beskrevs av Hesse 1956. Villa chionalis ingår i släktet Villa och familjen svävflugor. Inga underarter finns listade i Catalogue of Life.